# Unifikacja (logika)
Unifikacja – proces algorytmiczny, za pomocą którego można próbować rozwiązać problem spełnialności.  Celem unifikacji jest znalezienie warunku zastępczego, który pokazuje, że dwa warunki pozornie różne są w rzeczywistości albo identyczne, albo po prostu równe. Unifikacja jest szeroko stosowana w rozumowaniu automatycznym, programowaniu logicznym i wdrażaniu języków programowania.